# V-haakspiegelmot
De v-haakspiegelmot (Grapholita discretana) is een vlinder uit de familie van de bladrollers (Tortricidae). De wetenschappelijke naam is gepubliceerd in 1861 door Wocke.
De soort komt voor in Europa.